# Tommot
Tommot (in russo Томмот?) è una città della Russia situata nella Sacha-Jacuzia localizzata a 450 km a sud dalla capitale del territorio, Jakutsk, sul fiume Aldan (un affluente di destra del fiume Lena) alle coordinate geografiche 58°23′N, 126°33′E. Tommot fu fondata nel 1923. Secondo i dati del censimento registrati nel 2007, Tommot ha una popolazione di 8 800 abitanti.
| 1939  | 1959  | 1970  | 1979  | 1989  | 2002  | 2010  |
| ----- | ----- | ----- | ----- | ----- | ----- | ----- |
| 2 800 | 5 000 | 8 000 | 6 300 | 9 500 | 9 032 | 8 626 |